# Den skønne Evelyn
Den skønne Evelyn er en dansk stumfilm fra 1916, der er instrueret af A.W. Sandberg efter manuskript af Carl Th. Dreyer. Filmen er baseret på Viggo Cavlings roman af samme navn fra 1909.

## Handling
Evelyn Milton debuterer som danserinde på Empire-teatret. Hun er endnu kun en nyudsprungen blomst, et 17 års barn, der er ganske uvidende om livet mellem kulisserne med alle dets intriger. Derfor snubler hun også så meget lettere, da hendes første alvorlige fristelse møder hende i milliardæren Hugo Hydes skikkelse. Hugo Hyde er hovedaktionær i Empire-teatret og betragter det som en selvfølge, at han har tilladelse til at gøre kur til de unge damer, som er engageret ved teatret. Han bliver da også højlig forundret, da Evelyn meget bestemt afviser ham, men opgiver dog ikke ævret. Da han ingen vegne kan komme med magt, forsøger han med list, og det lykkes ham til sidst at fange hende i sit garn.
I det halve år, som nu går, færdes Evelyn overalt sammen med Hugo Hyde, men lykken finder hun ikke, og efter nogen tid bryder de med hinanden. Nu træffer Evelyn Cecil Gray, der med det samme erklærer hende sin fulde kærlighed: han bryder sågar med sin familie for at få hende. Imidlertid vender en tanke hele tiden tilbage: han kan ikke forlige sig med, at Evelyn tidligere har tilhørt kvindeforføreren Hugo Hyde, og hans had til manden vokser dag for dag. Til Evelyns og hans bryllup slutter festen på varieté. Pludselig dukker Hugo Hyde op, og i raseri griber Cecil Gray en revolver fra en optrædende cowboy, og Hugo Hyde falder til jorden, dog ikke livstruende såret.
Cecil Gray føres nu væk, og der er ingen hjælp at hente fra hans rige far, der har slået hånden af ham. Hans mor kan ikke skaffe de 100.000 dollars, som en dygtig defensor kræver som garanti for at tage sagen. Evelyn overhører ved et tilfælde to jockeyers samtale. De har planer om et svindelnummer, og Evelyn låner nu 10.000 dollars i sit indbo, som hun sætter på den rette hest. Imidlertid taber hun pengene senere ved spillebordet og er ganske fortvivlet, da pludselig igen Hugo Hyde dukker op. Han fortæller hende, hvor meget han savner hende, og en desperat plan dukker op i Evelyns hoved: Hvis Hyde vil sætte 100.000 dollars på sort ved spillebordet, og sort kommer ud, da vil hun tilhøre ham. Kommer til gengæld rødt ud, tilfalder pengene Evelyn. Det originale forslag tiltaler Hyde, og han taber. Skæbnen har talt. Nu kan defensoren vinde sagen for Cecil Gray, og det unge par få hinanden.

## Medvirkende
- Rita Sacchetto - Evelyn Milton
- Tronier Funder - Hugo Hyde
- Henry Seemann - Cecil Gray
- Philip Bech - Gray, millionær, Cecils far
- Marie Dinesen - Anna Gray, Cecils mor
- Peter Palludan - Rubins, advokat